# Кубинский уезд
Куби́нский уе́зд — административная единица в составе Каспийской области, Дербентской губернии, Бакинской губернии Российской империи (1840—1918), Азербайджанской Демократической Республики (1918—1920) и Азербайджанской ССР (1920—1929). Центр — город Куба.

## История
Кубинский уезд был образован в 1840 году в составе Каспийской области. В 1846 году был отнесён к Дербентской губернии, в 1860 — к Бакинской.
1 мая 1918 года войска Бакинского Совета установили контроль над городом Губа (Куба). С 3 августа — под контролем войск Азербайджанской Демократической Республики.
В 1920 году Кубинский уезд стал частью Азербайджанской ССР.
Упразднён в 1929 году.

## Население
Согласно «Географическо-статистическому словарю Российской империи» по состоянию на 1861 год, без учёта города Куба, в уезде проживало 113 196 чел.
Согласно ЭСБЕ население уезда в конце XIX столетия составляло 175 000 чел. в уездном городе Куба — 16 138 чел. (татары, евреи, армяне, русские).
По данным первой всеобщей переписи населения 1897 года в уезде проживало 183 242 чел. (грамотных — 4 948 чел., 2,7 %), из них в уездном городе — 15 363 чел..
По переписи населения 1926 года численность населения уезда составляла 189 916 чел..

### Национальный состав
Численность населения уезда на 1896 год составляла 175 000 человек: таты — 36,7%, 25,5%, — азербайджанские тюрки, 24%, — горцы Кюры (кюринцы), 8% (горцы южнодагестанской группы (хиналугцы, джекцы, крызы, будуги), и несколько тысяч евреев, русских, армян. 
Согласно ЭСБЕ население уезда состояло из: татов — 36,7%, «татар» (азербайджанцев) — 25,5%, кюринцев (лезгин) — 24%, джекцев — 4,2%, евреев — 3,7%, будугцев (будухов) — 1,5%, «хопалугцев» (хиналугцев) — 1,2%, крызцев — 1,1%,  русских — 1,1%, армян — 1%.
Согласно переписи 1897 года население уезда распределялось по родному языку следующим образом: «татарский» (азербайджанский) — 70 150, татский — 46 430, кюринский (лезгинский) — 44 756, кази-кумукский (лакский) и остальные «лезгинские» наречия — 11 614, еврейский — 3 972, великорусский (русский) — 2 516, малорусский (украинский) — 1 426, армянский — 1 191, персидский — 549, турецкий — 216, аварско-андийский — 97, грузинский — 66, польский — 64, немецкий — 38, белорусский — 29, литовский — 5, мордовский — 1, остальные — 122.
Предполагается, что предки современных татов переселялись в Закавказье во времена династии Сасанидов (III—VII вв. н. э.). Территория Кубинского уезда на северо-востоке Азербайджана являлась их основным местом проживания.
Согласно Известиям Императорского Русского Географического общества, лезгины, составляют коренное население Кубинского уезда. Из них более 2/3 приходится на кюринцев, а менее на 1/3 лезгинские горские общества, столпившийся около Шах-Дага и Баба-Дага.

### Религиозный состав
Согласно «Географическо-статистическому словарю Российской империи» по состоянию на 1861 год, без учёта города Куба, в уезде насчитывалось: мусульман —105 758 чел., прихожан русской православной церкви — 6 680 чел., последователей армянской церкви — 477 чел., католиков — 279 чел. Из религиозных сооружений в уезде, за исключением города Кубы,  насчитывалось 129 мечетей (из них 105 суннитских), одна русско-православная церковь, и две армянские церкви.
Согласно ЭСБЕ религиозный состав в середине 1890-х годов был следующим: 94% жителей — мусульмане (76,5% суннитов и 17,5% шиитов), остальные — иудеи, представители армянской церкви и православные.

## Административное деление
В 1913 году в уезд входило 78 сельских обществ:
| - Аваранское — с. Аваран, - Айгюнлинское — с. Айгюнли, - Алиханлинское — с. Алиханлы, - Алпанское — с. Алпан, - Амирханлинское — с. Амирханлы, - Амсарское — с. Амсар, - Аныхское — с. Аных, - Ашага-Талобинское — с. Ашага-Талобы, - Билиджинское — с. Билиджи, - Бостанчинское — с. Бостанчи, - Боатское — с. Узун-Боат-Кишлаги, - Верхне-Кущинское — с. Верхние Кущи, - Гаджи-Кенб-Кишлагинское — с. Гаджи-Кенб-Кишлаги, - Гасан-Калинское — с. Гасан-Кала, - Гендобское — с. Гендоб, - Гильское — с. Гиль, - Гюлевлинское — с. Гюлевли, - Гюмюрское — с. Гюмюр, - Дадалинское — с. Дадали, - Девечинское — с. Девечи, | - Джагатайское — с. Джагатай, - Джалганское — с. Джалган, - Джекское — с. Джек, - Джибирское — с. Джибир, - Дустаирское — с. Дустаир, - Ергючское — с. Ергюч, - Зарговинское — с. Заргова, - Зеидское — с. Зеид, - Зейвинское — с. Зейва, - Зейхурское — с. Зейхур, - Зизикское — с. Зизик, - Зухульское — с. Зухул, - Игрыхское — с. Игрых, - Имам-Кули-Кендское — с. Имам-Кули-Кенд, - Исновское — с. Иснов, - Кала-Шихинское — с. Кала-Шихи, - Кара-Куртлинское — с. Кара-Куртлу, - Кевне-Худатское — с. Кевне-Худат, - Кильварское — с. Кильвар, - Краглинское — с. Краглы, | - Кусарское — с. Кусары, - Кюзунское — с. Кюзун, - Легерское — с. Легер Нижний, - Леджет-Обинское — с. Леджет-Оба, - Михайловское — с. Михайловка, - Наджаф-Кендское — с. Наджаф-Кенд, - Нараджанское — с. Нараджан, - Нижне-Аликское — с. Нижний Алик, - Нижне-Кущинское — с. Нижние Кущи, - Ново-Хачмазское — с. Новый Хачмаз, - Нюгединское — с. Нюгеды, - Перебедильское — с. Перебедиль, - Рустовское — с. Рустов, - Саяданское — с. Саядан, - Саядское — с. Саяд, - Саяд-Хизинское — с. Саяд-Хизы, - Сендлинское — с. Сендлы, - Сиазанское — с. Сиазан, - Судурское — с. Судур, | - Сусайское — с. Сусай, - Северо-Крызское — с. Крыз, - Тагайское — с. Тагай, - Тарджльское — с. Тарджаль, - Угахское — с. Уга, - Угурское — с. Укур, - Учкюнское — с. Учкюн, - Финдиганское — с. Финдиган, - Хазринское — с. Хазры, - Халанджское — с. Халандж, - Худатское — с. Худат-Большое, - Хулугское — с. Хулуг, - Хурайское — с. Хурай, - Хучское — с. Хуч-Кишлаги, - Хуч-Баланское — с. Хуч-Бала, - Чархинское — с. Чархы, - Чичинское — с. Чичи, - Южно-Крызское — с. Крыз, - Ясабское — с. Ясаб. |